# Micromus
Micromus is een geslacht uit de familie van bruine gaasvliegen (Hemerobiidae). Het werd in 1842 wetenschappelijk beschreven door Jules Pierre Rambur.
Micromus is een heterogeen geslacht dat vrijwel kosmopolitisch verspreid is. Volgens Victor J. Monserrat telde het geslacht 95 soorten in 1992.
Sommige Micromussoorten zijn gebruikt in de biologische bestrijding van bladluizen. Larven, die zich voeden met bladluizen, worden soms specifiek hiervoor gekweekt. Micromus angulatus bijvoorbeeld is in de Sovjet-Unie gebruikt tegen bladluizen bij de teelt van komkommers.

## Soorten
- Micromus acutipennis Kimmins, 1956
- Micromus angularis (Perkins, 1910)
- Micromus angulatus (Stephens, 1836)
- Micromus angustipennis (Perkins in Sharp, 1899)
- Micromus atlanticus Tjeder, 1976
- Micromus audax (Krüger, 1922)
- Micromus australis Hagen, 1858
- Micromus bellulus (Perkins in Sharp, 1899)
- Micromus berzosai Monserrat, 1992
- Micromus bifasciatus Tillyard, 1923
- Micromus borealis Klimaszewski & Kevan, 1988
- Micromus brandti New, 1989
- Micromus brunnescens (Perkins in Sharp, 1899)
- Micromus calidus Hagen, 1859
- Micromus canariensis Esben-Petersen, 1936
- Micromus carpentieri Lestage, 1925
- Micromus cookeorum (Zimmerman, 1946)
- Micromus costulatus Motschulsky, 1863
- Micromus densimaculosus C.-k. Yang et al., 1995
- Micromus dissimilis (Nakahara, 1915)
- Micromus distinctus (Perkins in Sharp, 1899)
- Micromus drepanoides (Perkins in Sharp, 1899)
- Micromus duporti Lestage, 1929
- Micromus falcatus (Zimmerman, 1957)
- Micromus fanfai Monserrat, 1993
- Micromus felinus Navás, 1912
- Micromus forcipatus (Perkins in Sharp, 1899)
- Micromus formosanus (Krüger, 1922)
- Micromus fulvescens (Perkins in Sharp, 1899)
- Micromus fuscatus (Nakahara, 1965)
- Micromus gradatus Navás, 1912
- Micromus gratus Banks, 1937
- Micromus haleakalae (Perkins in Sharp, 1899)
- Micromus igorotus Banks, 1920
- Micromus jacobsoni Esben-Petersen, 1926
- Micromus lanceolatus Navás, 1910
- Micromus lanosus (Zeleny, 1962)
- Micromus latipennis (Perkins in Sharp, 1899)
- Micromus linearis Hagen, 1858
- Micromus lobipennis (Perkins in Sharp, 1899)
- Micromus longispinosus (Perkins in Sharp, 1899)
- Micromus lorianus (Navás, 1929)
- Micromus maculipes (Fraser, 1957)
- Micromus marquesanus (Kimmins, 1932)
- Micromus minimus (Perkins in Sharp, 1899)
- Micromus minusculus Monserrat, 1993
- Micromus mirimaculatus C.-k. Yang et al., 1995
- Micromus montanus Hagen, 1886
- Micromus morosus Gerstaecker, 1894
- Micromus myriostictus C.-k. Yang et al in Huang et al., 1988
- Micromus neocaledonicus (Nakahara, 1960)
- Micromus nigrifrons Banks, 1937
- Micromus numerosus Navás, 1910
- Micromus obliquus (Krüger, 1922)
- Micromus oblongus Kimmins, 1935
- Micromus ombrias (Perkins, 1910)
- Micromus paganus (Linnaeus, 1767)
- Micromus pallidius (C.-k. Yang, 1987)
- Micromus paradoxus (Perkins in Sharp, 1899)
- Micromus parallelus (Navás, 1936)
- Micromus perelegans Tjeder, 1936
- Micromus perezaballosi Monserrat, 1993
- Micromus placidus Banks, 1937
- Micromus plagatus Navás, 1934
- Micromus posticus (Walker, 1853)
- Micromus pumilus C.-k. Yang, 1987
- Micromus ramosus Navás, 1934
- Micromus remiformis Oswald, 1987
- Micromus rubrinervis (Perkins in Sharp, 1899)
- Micromus sjostedti van der Weele, 1910
- Micromus striolatus C.-k. Yang, 1997
- Micromus subanticus (Walker, 1853)
- Micromus subochraceus (Perkins in Sharp, 1899)
- Micromus sumatranus (Krüger, 1922)
- Micromus swezeyi (Zimmerman, 1940)
- Micromus tasmaniae (Walker, 1860)
- Micromus timidus Hagen, 1853
- Micromus umbrosus Navás, 1931
- Micromus usingeri (Zimmerman, 1940)
- Micromus vagus (Perkins in Sharp, 1899)
- Micromus variegatus (Fabricius, 1793)
- Micromus variolosus Hagen, 1886
- Micromus vulcanius Monserrat, 1993
- Micromus yunnanus (Navás, 1923)
- Micromus zhaoi C.-k. Yang, 1987